# المراتب السبعة
هذه هي مراتب التنزلات التي تقابل أهل الله في سيرهم
قالب:المراتب السبعة

## المرتبة الأولى
- تسمى ذات السازج الكنزية
- كُنه الحق
- حضرة الطمس
- حضرة العمى الذاتى
- حضرة البطون الأكبر

## المرتبة الثانية
| - تسمى مرتبة الأحدية - أقدم قدم - احدية مطلقة - احدية ملكوت الملكوت - احدية صرف حق الحق - ذاتى بحت - وجود بحت - عدم العدم | - الذاتى الصرف - ذاتى بلا تعدد - بطون البطون - ذات ساذج - وجود مطلق - مجهول نعت - ذات الهوية - ذات مطلق | - عين الكافور - ازل الازل - أول لا بداية - اللاهوت - غيب الغيب - غيبى مصون - مشكاة الغيب |

## المرتبة الثالثة
- تسمى مرتبة الوحدة
- الاسم الاعظم
- الحقيقة المحمدية
- ام الفيض
- القلم الأعلى البرزخ الكبرى
- ام الكتاب
- كنز الكنوز
- عالم الجبروت
- كنز الصفات
- عالم مطلق
- موجود إجمالي
- موجود أول الوحدة
- احدية الجمع
- الدرة البيضاء
- حقيقة الحقائق
- برزخ البرازخ
- الخلق الأول
- الظل الأول
- العقل الأول
- المبدع الأول
- الظهور الأول
- عالم الرموز
- عالم الوحدة
- عالم الصفات

## المرتبة الرابعة
تسمى مرتبة الواحدية
- حضرة الالوهية
- حضرة الجمع الربوية
- مبعث الوجود
- الوجود الفائض
- ظاهر الوجود
- ظل الوحدة
- احدية الكثرة
- الظل الممدود
- عالم الأسماء
- صور الأسماء الالهية
- الأعيان الثابتة
- أسماء الصفات
- منشا الكثرات
- التعيين الأولى
- المبدا الثاني
- النشاة الثانية
- منزل القدس
- الازل الدائم
- قابلية الظهور
- نفس الرحمن
- أسماء المبدا
- منتهى المعرفة
- منتهى العارفين
- منتهى العابدين
- حق اليقين
- عين اليقين

## المرتبة الخامسة
- تسمى مرتبة الارواح
- التعيين الأول
- عالم الامر
- النفس المجردة
- عالم الباطن
- حقيقة الإنسان
- قاب قوسين
- معرف الكنز
- الارواح
- مجمع الارواح
- المعانى
- عالم الملكوت
- عالم العقول
- معادن الارواح
- مقام الارواح
- رتبة الارواح

## المرتبة السادسة
- تسمى مرتبة المثال
- التعين الرابع
- الكوثر الجامع
- منشاء النور
- رتبة الخيال المنفصل
- المركبات الطبيعى
- مالك الجنان
- باطن الملك
- حضرة الأسماء
- العقل الكلى
- النفس الكلى
- الطبيعة الكلية
- الشكل الكلى
- الهيولى الكلى
- الجسم الكلى.

## المرتبة السابعة
- تسمى مرتبة الجسم
- عالم الحِس
- الأجسام
- المركبات الكثيفة
- عالم الشهادة
- عالم المُلك
- عالم الخلق
- مرتبة الإنسان
- المرتبة الجامعة